# Pseudorupilia
Pseudorupilia is een geslacht van kevers uit de familie bladkevers (Chrysomelidae).
De wetenschappelijke naam van het geslacht werd in 1893 gepubliceerd door Martin Jacoby.

## Soorten
- Pseudorupilia careo Grobbelaar, 1995
- Pseudorupilia chera Grobbelaar, 1995
- Pseudorupilia fletcheri Bryant, 1952
- Pseudorupilia ruficollis (Fabricius, 1775)
- Pseudorupilia sepia Grobbelaar, 1995
- Pseudorupilia sexlineata (Fabricius, 1781)
- Pseudorupilia sola Grobbelaar, 1995